# Еро (река)
Вижте пояснителната страница за други значения на Еро.
Еро (на френски: Hérault) е река в регион Лангедок-Русийон, южна Франция.
Извира на 1370 m надморска височина при връх Егуал в планината Севен в Централния масив. Тече на юг през департаментите Гар и Еро, който носи нейното име, и се влива в Средиземно море при град Агд. Дължината на Еро е 160 km, водосборният ѝ басейн е с площ 2550 km², а средногодишният отток при устието е 43,7 m³/s.